# Konrad Nussbaum
Konrad Nussbaum (* 3. November 1893 in Linz am Rhein; †  2. Mai 1945 in Wilhelmshaven) war ein deutscher Polizeibeamter.

## Leben

### Frühes Leben (1893 bis 1919)
Nussbaum entstammte einer alteingesessenen Familie aus Linz am Rhein. Sein Vater Konrad Nussbaum war ein wohlhabender Gastwirt und Metzger. Der väterliche Großvater war Schmied gewesen. Nussbaums Mutter Agnes Scharrenbroich war die Tochter eines Branntweinbrenners.
In seiner Jugend besuchte Nussbaum die Volksschule und das Gymnasium, bevor er nach dem Erwerb der Obersekundareife 1911 in die Handelsmarine eintrat.
Den Beginn des Ersten Weltkrieges erlebte Nussbaum auf einem Schiff im Nahen Osten. Um eine Inbesitznahme ihres Schiffes durch die Royal Navy zu verhindern, versenkte die Mannschaft es Anfang August 1914. Zusammen mit anderen jüngeren Matrosen seines Schiffes reiste Nussbaum bald darauf auf dem Landweg über Beirut ins Deutsche Reich zurück, wo er schwer erkrankt einige Monate in Lazaretten zubrachte. Aus gesundheitlichen Gründen wurde er bis zum Herbst 1915 vom aktiven Kriegsdienst zurückgestellt und zum Schiffsoffizier ausgebildet. Von 1916 bis 1918 nahm er auf verschiedenen Schiffen als Marineoffizier aktiv am Krieg teil: So war unter anderem Führer der 3. Kompanie der II. Marine-Division in Wilhelmshaven. Zuletzt erreichte er den Rang eines Leutnants zur See der Reserve.
Nach dem Zusammenbruch des Kaiserreiches und der Gründung der Weimarer Republik schloss Nussbaum sich einige Monate lang der Marine-Brigade von Loewenfeld an, einem rechtsgerichteten Freikorps, mit dem er vom 8. Mai bis zum 7. August 1919 in Berlin und Oberschlesien kämpfte. Anschließend arbeitete er im Betrieb seiner Eltern mit.

### Weimarer Republik (1919 bis 1933)
Am 12. Juli 1920 trat Nussbaum der Preußischen Rheinpolizei bei, der er bis 1926 angehören sollte: 1923 wurde er von den französischen Besatzungsbehörden im Rheinland verhaftet und aus seiner Heimat ausgewiesen. 1926 wechselte er in die staatliche Kriminalpolizei, in der er sich dem Aufbau und der Leitung von Abwehrstellen insbesondere in Kassel widmete. Vor 1933 gehörte er politisch kurzzeitig der katholisch geprägten Zentrums-Partei an.

### Zeit des Nationalsozialismus
1933 wurde Nussbaum aus Kiel in das Geheime Staatspolizeiamt Berlin versetzt. Am 1. Juli 1933 wurde er dort zum Kriminalrat befördert und im Januar 1934 mit der Führung des Nachrichtendienstes in der Bewegungsabteilung III betraut. Im Zusammenhang mit der Verhaftung eines Spitzels im Januar 1934 und wohl auch im Zusammenhang mit dem personellen Umbau der Behörde nach ihrer Übernahme durch Reinhard Heydrich im April 1934 geriet Nussbaum offenbar in Bedrängnis durch den SD, woraufhin er zum 1. Mai 1934 als stellvertretender Leiter an die Kripostelle in Frankfurt am Main versetzt wurde.
Am 2. Juli 1934 wurde Nussbaum im Zuge der als Röhm-Putsch bekannt gewordenen politischen Säuberungsaktion der NS-Regierung vom Sommer 1934 in „Schutzhaft“ genommen. In der Folgezeit wurde er knapp zwei Monate lang im KZ Columbia-Haus festgehalten, bevor er infolge des Amnestierlasses vom 10. August 1934 wieder in Freiheit gelangte. Daraufhin kehrte er in seine Stellung bei der Frankfurter Polizei zurück. 
Zum 1. Mai 1937 trat Nussbaum in die NSDAP ein (Mitgliedsnummer 4.497.672). 1939 wurde er mit der Leitung der Kriminalabteilung in Brüx im Sudetengebiet betraut. 1941 folgte die Ernennung zum Kriminaldirektor und zum Leiter der deutschen Kriminalpolizei in Brünn. 1943 wurde er nach Wilhelmshaven versetzt.
In die SS wurde Nussbaum am 8. Oktober 1940 aufgenommen (SS-Nummer 386.262). 1943 wurde er zum Sturmbannführer befördert. Der SA hatte er bereits seit 1934 angehört.
1945 fiel Nussbaum wiederholt dadurch auf, dass er Kollegen gegenüber äußerte, dass er den Krieg für nicht mehr gewinnbar halte, und dass es wohl bald an der Zeit sei, „Marken und Uniformen“ abzulegen und die Seiten zu wechseln. Im März 1945 wurde er daraufhin von Fritz Lotto, dem Beauftragten der Organisation Werwolf für den Gau Weser-Ems erschossen: Lotto überfiel Nussbaum in einem Zimmer im Hotel Heines in Wilhelmshaven, in dem dieser damals lebte, bezichtigte ihn ein „Verräter“ zu sein und streckte ihn mit zwei Schüssen nieder. Anschließend feuerte er einen dritten Schuss in den Körper des am Boden liegenden Mannes.

## Familie
In erster Ehe war Nussbaum verheiratet und hatte zwei Kinder.
Am 9. Mai 1934 heiratete Nussbaum in zweiter Ehe Magda Hinz (* 30. Dezember 1904 in Kiel). Aus dieser Ehe gingen zwei weitere Kinder hervor.

## Nachlass
Unterlagen zu Nussbaums Konflikt mit der Gestapo-Führung im Jahr 1934 und seiner anschließenden Schutzhaft befinden sich im Geheimen Staatsarchiv (Rep. 90 P, Nr. 64/3, Vorgang 329 bis 333; sowie Rep. 90 P, Nr. 183/1, Vorgang 43–47).